# Jリーグサッカーキング
Jリーグサッカーキング（ジェイリーグサッカーキング）は、かつてフロムワンが発行し、朝日新聞出版が発売していたサッカー専門誌（Jリーグ）である。

## 概要
2001年にスカパー!と提携して創刊された「soccerz」（サッカーズ）が前身。発売元はアスペクト。2007年4月号（2007年2月24日発売）より、発売元を朝日新聞出版に切り替えるとともに、誌名を現在の「Jリーグサッカーキング」にリニューアルした。発売元の朝日新聞出版ではこの号を創刊号としている。
soccerzから引き続き「スカパー!サッカー番組ガイド」を掲載し、掲載される見所や情報などはJリーグに特化した。特徴として、毎月あるチームにスポットを当てた特集にページを多く割いていった。巻末には次号で取り上げるチームのヒントとして、ホームスタジアムの写真が掲載されることが多かった。スカパー!加入者のうち、希望する者に対して購読を受け付ける他、書店でも販売している。また、朝日新聞出版から発売しているため、朝日新聞専売店「ASA」での宅配も可能であった。
2019年3月号を以って休刊となった。『サッカーゲームキング』、『ワールドサッカーキング』と3誌統合し、同年3月15日より月刊誌『SOCCER KING』となる。

## コラム執筆者
- 足立梨花
  - 「あだっちーがゆく」- Jリーグイレブンミリオンプロジェクト特命女子マネジャーである足立が、各地で行うキャンペーン活動に密着取材し、自らのコラムや体験談を掲載していた。2011・12年度は週刊サッカーマガジンに寄稿。
- 石神よう子